# Mühlen im Oberbergischen Land

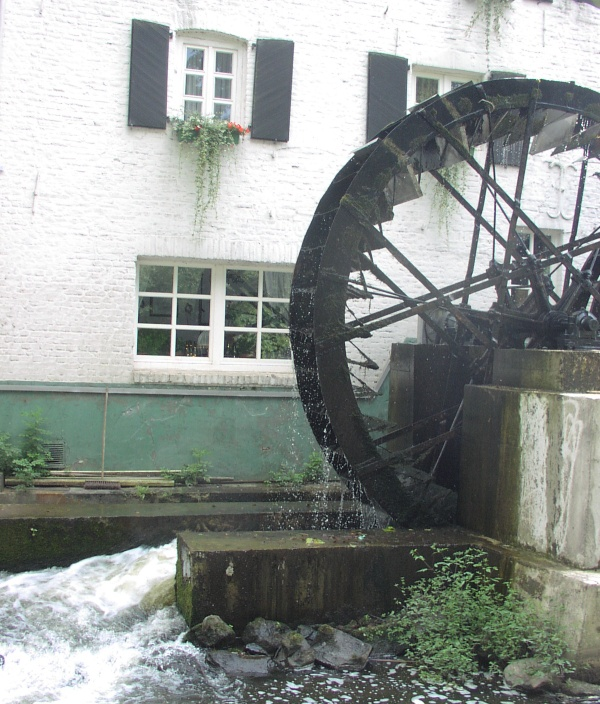
Mühlrather Mühle

Die Mühlen im Oberbergischen Land sind Zeichen der frühen Industrialisierung. Im sehr wasserreichen Bergischen Land trieb eine Vielzahl von ihnen Hämmer zur Verarbeitung von Stahl an.

## Bergneustadt
- Rengser Mühle: Die Rengser Mühle war ursprünglich eine Getreidemühle, die 1869 gegründet wurde und bis 1954 in Betrieb war. Danach wurde es zu einem Restaurant und Hotel umgebaut. An die bäuerliche Vergangenheit erinnern die großen Mühlsteine vor dem Haus.

## Engelskirchen

### Engelskirchen
- Lohmühle. Im damaligen Dorf Engelskirchen lag die 1846 erbaute Lohmühle, die ersten Eigentümer kamen aus dem Hause Alsbach. Am 18. Januar 1919 brannte die Lohmühle ab und sie wurde wiederaufgebaut. Im Zweiten Weltkrieg totale Zerstörung. Heute steht an der Stelle ein Wohn- und Geschäftshaus.

### Lambachtal
- Oelmühle im Lambachtal. Bereits in der Urkarte von 1832 im Toten Archiv des Katasteramtes Gummersbach, ist im Lambachtal eine Oelmühle eingezeichnet, die durch Wasserkraft des gestauten Lambachs angetrieben wurde.
- Knochenmühle im Lambachtal. Vor 1860 wurde die Oelmühle zur Knochenmühle umgebaut.
- Pulvermühle im Lambachtal. Ende 1860 oder Anfang 1870 wurde die Knochenmühle zur Pulvermühle umgebaut. Hier wurde in dem abgeschiedenen Lambachtal Schwarzpulver hergestellt.

## Gummersbach
- Dümmlinghauser Mühle: Kann heute für Feiern gemietet werden, Küche und WC wurden in den Altbau integriert. Das Mahlwerk ist noch vorhanden, aber nicht mehr betriebsbereit. Einmal im Monat (Sonntag vormittags) wird dort Live Jazz gespielt.
- Mühle Post Niederseßmar: Sie beherbergte einmal die Gastwirtschaft „Seuten Grund“.
- Rosper Mühle im Stadtteil Rospe

## Hückeswagen
- Hummeltenberger Mühle: Das Gebäude gibt es heute nicht mehr, nur die Ortschaft Hummeltenberg erinnert noch daran.
- Schnabelsmühle: Sie liegt heute an der Vorsperre der Wuppertalsperre, früher am Lauf der Wupper. Heute befindet sich in der Schnabelsmühle ein Restaurant.
- Walkmühle: Sie liegt an der Wuppertalsperre unterhalb der Ortschaft Pixberg und ist heute ein privates Wohnhaus.
- Hagermühle: Das Gebäude gibt es heute nicht mehr, sie lag am Dörpebach.
- Hangbergermühle: Das Gebäude liegt am Dörpebach und wurde zu einem Wohnhaus umgebaut.

## Nümbrecht
- Holsteins Mühle: Sie liegt im Homburger Bröltal direkt am Fuße von Schloss Homburg. Bis zum Jahre 1969 gehörte der Gebäudekomplex dem Fürsten Sayn-Wittgenstein-Berleburg und diente als Mehl- und Sägemühle, danach wurde sie unter Denkmalschutz gestellt und als historische Gaststätte eingerichtet. Aufgrund von archäologischen Ausgrabungen infolge des Verdachts, der Name "Holsteins" deute auf eine Beziehung zur verschwundenen, legendären Holsteins Burg hin, wissen wir heute, dass die Mühle auf den Fundamenten einer Wasserburg aus dem 9. Jahrhundert aufbaut; diese Wasserburg ist die "Holsteins Burg".
- Lindscheider Mühle

## Radevormwald
In Radevormwald gibt es heute keine funktionierenden Mühlen mehr.

### Bever
- Stooter Mühle Version 1: Bis vor einigen Jahren war es ein Wasserwerk und befindet sich heute in Privatbesitz.
- Stooter Mühle Version 2: Die Stooter Mühle war eine Getreidemühle an der Bever. Sie wurde 1828 im Urkataster als solche eingetragen und wurde auch „Stötermühle“ genannt. 1902 wurde die Mühle für den Bau der alten Bevertalsperre abgerissen.

### Uelfebach

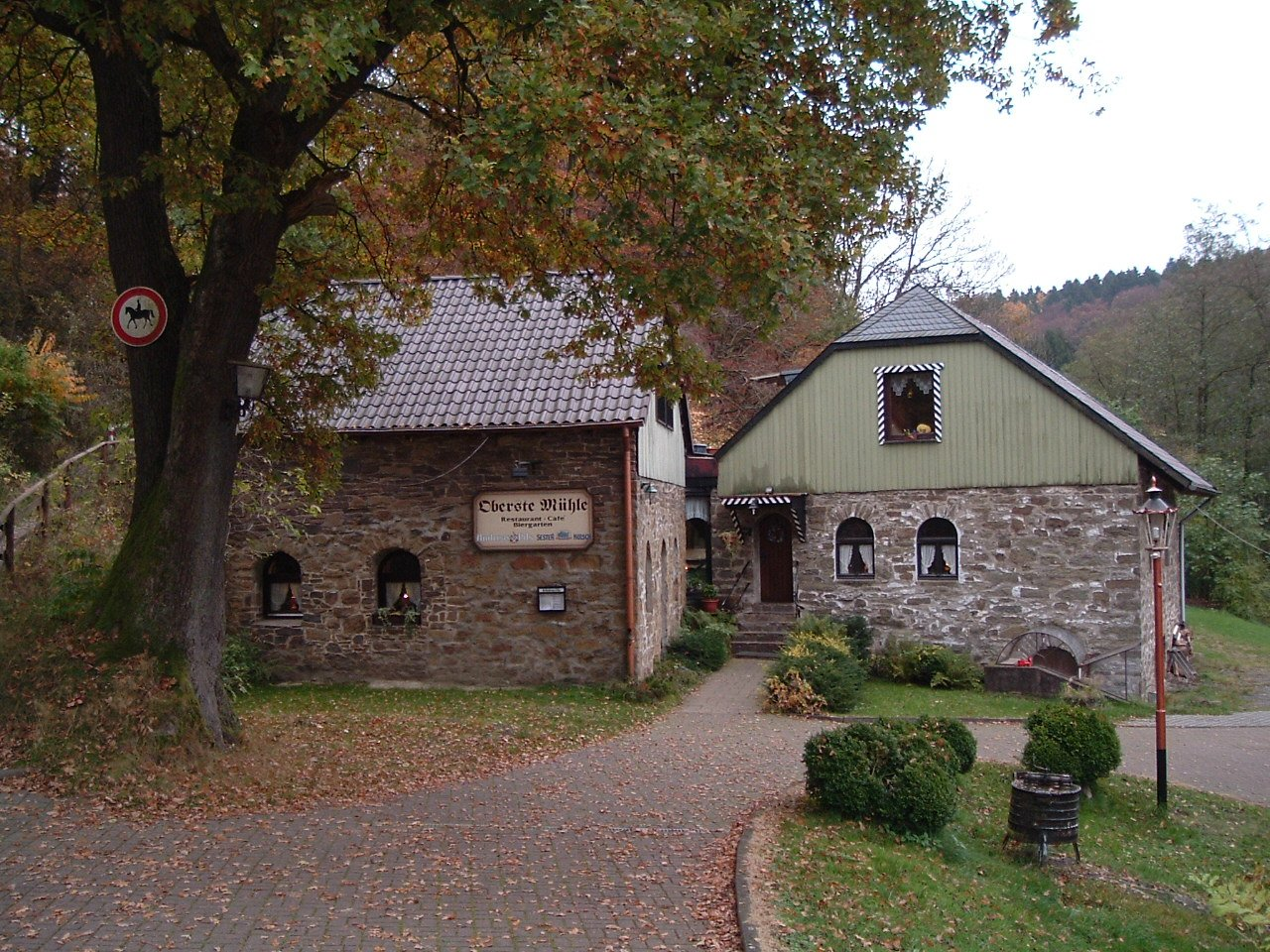
Oberste Mühle in Radevormwald

- Heesmühle: (auch: Unterste Mühle): Die frühere Mühle wird heute als gastronomischer Betrieb geführt. Spuren einer Mahleinrichtung sind noch vorhanden.
- Leimholer Mühle: Sie ist heute ein Firmensitz.
- Oberste Mühle: Die liebevoll restaurierte Anlage ist heute ein Gastronomiebetrieb.

### Wupper
- Vogelsmühle: Eine schon lange nicht mehr existierende Mühle. Im Jahr 1804 gab es in der heutigen Ortschaft Vogelsmühle eine Walkmühle. Sie war damit der Vorläufer für eine sich am Ort entwickelnde Tuchindustrie.

## Reichshof
- Die Denklinger Mühle, in der Nähe des Rathauses in Denklingen an der B 256 liegt der stillgelegte Mühlen- und Sägewerkstattbetrieb, der in seinen ältesten Teilen auf eine 500-jährige Geschichte verweist. Er ist einer der wenigsten Plätze des Ortes, die zum historischen Bestand gehören. Schon in der A. Mercator Karte von 1575 zeigt die erste bekannte Kartierung des Ortes den Komplex „Neue Burg/Herzogliche Zwangsmühle“ genau so wie er heute noch im Ortsbild zu finden ist.

## Waldbröl
- Bruchhauser Mühle: Sie ist eine ehemalige Öl- und Getreidemühle und wurde 1571 zum ersten Mal erwähnt. Sie ist die letzte „oberbergische“ Mühle, die noch mahlt, heute allerdings elektrisch angetrieben. Das alte Mahlwerk ist noch gut erhalten, auch das gesamte Mühleninventar ist noch vorhanden. Daher bietet die Mühle auf drei Stockwerken einen übersichtlichen Einblick in die Geschichte der Technik.

## Wiehl

### Angfurten
- Feldermühle: Um 1900 mahlten die Angfurtener ihr Korn in der Feldermühle, die nach einem Brand von der Familie Schenk 1904 wieder aufgebaut wurde.

### Remperg
- Remperger Mühle: Das Familienunternehmen Bubenzer hat diese Mühle renoviert, umgebaut und nutzt sie heute als Firmensitz des Baustoffhandels „Bubenzer“.

### Burgmühle
- Burgmühle: Zwischen der Ortschaft Drespe und Dreisbach liegend, wurde diese Mühle durch Brände zerstört und ist heute als Mühle nicht mehr vorhanden.

## Wipperfürth
In Wipperfürth gründete sich das 1563 erstmals erwähnte Metallgewerbe auf der Wasserkraft der Wupper (Hammerwerke). Eine Knochenstampfmühle war später die Grundlage zum Aufbau der chemischen Industrie. Hut-, Tuch- und Zeugfabriken gab es seit 1830. Um 1845 entstanden auch Lohgerbereien, Eisenfabriken, Kupferbergwerke, Schmelzhütten und ferner auch vier Mühlen und vier Jahrmärkte.
- Alte Papiermühle: Eine Straße im Ortsteil Hämmern trägt den Namen „Alte Papiermühle“. Nahe der Straße fließt die Wupper.
- Scheidermühle bei Niedergaul war früher eine Wassermühle, später ein Freibad und ist heute ein Gasthof.
- Schnipperinger Mühle: Heute ein Café bzw. ein Motorradtreff.
- Vordermühle: Eine ehemalige Wassermühle, in dem Ort gab es bis vor einigen Jahren eine Bäckerei. Das Mühlrad ist bis heute erhalten.

### Kürtener Sülz
- Jörgensmühle: Sie liegt zwischen Wipperfeld und Thier. Dabei handelt es sich um eine ehemalige Wassermühle, die heute in Privatbesitz ist.

### Gaulbach
- Scheibermühle bei Nagelsbüchel war früher eine Wassermühle und ist heute eine Gaststätte.

### Neye
- Zur alten Mühle

### Allgemeine Literatur
- Herbert Nicke: Bergische Mühlen. Galunder-Verlag 1998 in Wiehl